# Čimpanze
Čimpanze (Pan) su rod iz porodice Hominidae. U taj rod spadaju dvije vrste. Obična čimpanza (Pan troglodytes), koja dalje ima tri podvrste (zapadnoafrička čimpanza (Pan t. verus), centralnoafrička čimpanza (Pan t. troglodytes) i istočnoafrička čimpanza (Pan t. schweinfurtii)) i bonobo (Pan paniscus) ili, kako su ga nekada nazivali, vitka ili patuljasta čimpanza. 
Dok se sve tri podvrste čimpanza sreću u velikim dijelovima Afrike, područje na kojem živi bonobo je ograničeno na jedan mali dio Konga. Obje vrste se smatraju ugroženim.

## Srodnost s ljudima
Čimpanze su najbliži srodnici ljudima i genetički su vrlo bliski. Genetička istraživanja dovela su do zaključka, da su se evolucijski putovi čimpanza i ljudi razdvojili prije oko 6 milijuna godina. Prema najnovijim istraživanjima, nasljedni materijal čimpanza i ljudi se podudara oko 98,7%.

## Ponašanje
Čimpanze su svežderi i hrane se pretežno voćem, lišćem i povremeno malim kralježnjacima, ali (osim bonobo) povremeno love druge majmune koje zatim trgaju i jedu. Unutar grupe, mužjaci imaju relativno visoki potencijal agresije. Ovo je potrebno radi formiranja jasne hijerarhije za obranu od zvijeri, prije svega leoparda koji ih jako ugrožava. Agresija mužjaka zna se ponekad usmjeriti i na ženke, međutim ta agresija nikada ne rezultira ozljedama. Ženke imaju menstrualni ciklus od 35 dana i mogu, nakon najmanje trogodišnjeg dojenja mladunca, ostati skotne tijekom cijele godine. Skotnost traje sedam do osam mjeseci. Odnos između majke i dojenčadi i mladunaca je obilježen nježnošću, brigom i strpljenjem.